# Manjinski stres i mentalno zdravlje osoba homoseksualne i biseksualne orijentacije
Manjinski stres i mentalno zdravlje osoba homoseksualne i biseksualne orijentacije prema mnogobrojnih istraživanja jedan je od uzroka koji kod homoseksualne i biseksualne osobe izaziva dvostruko veću šansu da tokom života razviju neki psihički poremećaj nego heteroseksualne osobe, jer manjinski stres ističe izazove sa kojima se pripadnici seksualnih manjina moraju svakodnevno suočavati — stigmu, predrasude i diskriminaciju koje stvaraju stresno okruženje u kojem LGB osobe žive.
Na osnovu dosadašnjih saznanja može se reći da LGB osobe koje su doživjele nasilje i diskriminaciju imaju lošije mentalno zdravlje, da prikrivanje manjinskog seksualnog identiteta umanjuje mogućnost diskriminacije i viktimizacije, ali snižava samopoštovanje i kvalitet života dok je nivo otvorenosti
povećava, te da je uključenost u manjinsku zajednicu i aktivizam put do povećanja vidljivosti i prihvaćenosti LGB osoba u nekom društvu. 
U smislu prevencije manjinskog stresa koji se može javiti u LGB osoba važnu ulogu ima edukacija i upoznavanje stručnjaka i studenata pomagačkih struka sa rizicima i izazovima sa kojima se u svakodnevnom životu moraju susretati osobe homoseksualne i biseksualne orijentacije, kako bi im pomogli u realizaciji njihovog empatičkog razumevanja i delovali u pravcu smanjivanja manjinskog stresa LGB osoba.

## Opšta razmatranja
Manjinski stres
Manjinski stres je određen oblik stresa izazvan predrasudama, nedostatkom socijalne podrške, diskriminacijom, i drugim faktorima koju doživljavaju članovi stigmatiziranih
manjinskih grupa.. 
Kod ovog stresa radi se o činjenici da je on povezan s društveno određenim podređenim statusom i onemogućenim pristupom legitimnim društvenim i ekonomskim prilikama na osnovu pripadanja određenoj društvenoj kategoriji. 
Spomenuti položaj manjina u društvu dovodi do veće količine stresnih događaja (npr diskriminacije, uznemiravanja, nasilja), koja dalje vode ka smanjenom samopouzdanju i osjećaju nesigurnosti i fiziološkom i psihološkom iskustvu stresa. U uslovima diskriminacija, očekivanja odbacivanja i automatska aktivacija stereotipa direktno i indirektno (putem pretnje po lični i socijalni identitet osobe) utiču na opštr blagostanje stigmatiziranih pojedinaca. Tako su, npr. negativniuuticaji stigmatizacijskih stresora potvrđeni u slučaju stigme koja se zasniva na nacionalnoj i/ili rasnoj, pripadnosti, religiji, AIDS-u i drugim hroničnim bolestima.

## Manjinski stres procesi

### Društveni kontekst
Na društvenom nivou, seksualna stigma (kao manjinski stres) ugrađena je u brojne društvene strukture preko civilnog i krivičnog prava, socijalne politike, psihologije, psihijatrije, medicine, crkve i drugih društvenih institucija. Seksualna stigma se ogleda u različitim pravnim i socijalnim tretmanima od strane institucija prema seksualnim manjinama, koji se najbolje uočavaju u ovim primerima:
- duga istorija kriminalizacije istopolnog seksualnog ponašanja,
- nedostatak pravne zaštite od diskriminacije LGB osoba u zapošljavanju, zdravstvu i stanovanju,
- nedostatak naknade za LGB brakove i porodice koje bi podržala formiranje njihovih porodica, (za razliku od obimnih beneficija koje postoje za heteroseksualne bračne parove, pa čak ponekad i kada heteroseksualni parovi nisu u braku).[4]

Da bi razumeli uticaj manjinskog stresa, na mentalno zdravlje seksualnih manjina, mora se prvo razumeti društveno—psihološki koncept stigme (stigmatizacije).
Gofman je (1963) definisao stigmu kao neželjenu razliku koja treba da diskredituje pojedinca.
Link i Felan (2001), navode uslove (okolnosti) u kojima se stigma javlja;
- kada postoje određene individualne razlike među pojedicima,
- kada su ove razlike povezane nepoželjnim ili negativnim karakteristikama stereotipije,
- kada se označeni pojedinci razvrstavaju u različite kategorije koje ih odvajaju od glavnog životnog toka,
- kada su označeni pojedinci izloženi diskriminaciji i gubitku statusa što dovode do nejednakog pristupa socijalnoj, ekonomskoj i političkoj moći.

Ta društvena nejednakost, kada su u pitanju seksualne manjine, je posledica stigme i diskriminacije, a ne samih razlika između pojedinaca. Stigma proističe iz interpersonalne, kulturne, pravne, političke i društvene klime u kojoj žive seksualne manjine. Stigma koja definiše seksualne manjine nazva se seksualna stigma: „stigma prema neheteroseksualnom ponašanju, identitetu, odnosima ili zajednici“. Ovaj oblik stigme deluje kako na društvenom nivou tako i na nivou pojedinca, a uticaj žigosanja kao stresora može biti jedinstven faktor koji karakteriše seksualnu manjinu kao grupu.
Dalje, žigosanje homoseksualaca, kroz istoriju medicine, je oblikovalo stavove u mentalno zdravstvenim profesijama i srodnim institucijama prema ovoj populaciji.
Moralne i verske vrednosti u Severnoj Americi i Evropi uticale su na inicijalne razloge za kriminalizaciju, diskriminaciju i predrasude prema istopolnom ponašanju. „Da bi kasnije u modernom periodu svog razvoja, medicinska i mentalno zdravstvena struka dodala i novi tip stigmatizacije i diskriminacije, konceptualizaciju i lečenje homoseksualnosti kao mentalne bolesti ili poremećaja.“

### Iskustvo diskriminacije i nasilja
Kada je u pitanju zapošljavanje, uprkos svojim kvalifikacijama, osobe homoseksualne i biseksualne orijentacije o jednom broju slučajeva obavlja privremene poslove na kojima nije prijavljena, te nemaju nikakvo zdravstveno ili penziono osiguranje. 
To posebno pretsavlja problem za osobe koje treba da se sakupe sredstva za operaciju, ličnu egzistenciju (nije redak slučaj da primarna porodica prekida svaki kontakt sa LGB osobom nakon njene odluke da započne tranziciju i redovno kontaktira sa osobom istog pola) ili uzimanje hormona do kraja života.
Glavni problem u vezi sa zapošljavanjem jeste period kada osoba započne proces hormonske terapije kada se telo drastično promeni, a dokumenta još uvek glase na staro ime. Problem se javlja i prilikom prilikom promene diploma jer srednje škole ili fakulteti neće da izdaju diplome na novo ime, pa  čitava stvar zavisi od konkretne ustanove.

## Prikrivanje seksualne orijentacije
Prikrivanje seksualne orijentacije zavisi od_
- nivoa u kome pojedinac pokušava sprečiti razotkrivanje svog homoseksualnog i biseksualnog identiteta;
- usklađivanje ponašanja i izgleda sa heteroseksualnim i rodnim normama;
- prikrivanje seksualne orijentacije;
- izbegavanje razgovora o LGB tematici kao što su LGB odnosi, zajednica i aktivizam.[16]

I pored toga što se u literaturi prikrivanje seksualne orijentacije često izjednačava sa autovanjem ili kaming autom (izrazom koji uglavnom koristi gaj populacija za javno priznavanje svoje seksualne orijentacije) kao merom istog ali šireg značenja, u tome postoje i neke razlike. Prema Meidlingeru i Hopeu (2014) autovanje se odnosi na proces u kojemu osoba razotkriva svoj LGB identitet pred svojom porodicim, prijateljima i/ili drugim poznanicima. Dakle, prikrivanje seksualne orijentacije nije samo odsustvo autovanja, već i usmerenost na sprečavanje autovanja. Međutim, rezultati nekih novijih istraživanja, potvrđuju kako se radi o dva povezana, ali i relativno nezavisna pojma. Obe varijable imaju određeni nezavisni doprinos u poređenju sa drugim varijablama vezanim za mentalno zdravlje ili manjinski identitet. Na primer, prikrivanje za razliku od autovanja značajno predviđa neke od aspekata negativnog manjinskog identiteta. 
U tom smislu Meidlinger i Hope (2014) su zaključili kako je prikrivanje seksualne orijentacije kao pojam prikladnije koristiti u kontekstu modela manjinskog stresa jer se pokazao kao relevantniji u predviđanju pretpostavljenih veza između delova modela.
Konstantna preokupacija sa skrivanjem i stalnim nadgledanjem sopstvenog ponašanja predstavlja kognitivni teret za osobe homoseksualne i biseksualne orijentacije . Eksperimentalno je dokazano da osobe koje skrivaju seksualnu orijentaciju ostvaruju lošije rezultate na kognitivnim i fizičkim zadacima. Na primer, LGB osoba koja ide na razgovor za posao i pokušava sakriti svoju seksualnu orijentaciju kako bi povećala šanse da dobije posao može paradoksalno imati lošije rezultate jer je kognitivno bila preokupirana prikrivanjem seksualne orijentacije.  
Takođe konstantno prikrivanje dela identiteta stvara poteškoće u pravilnoj percepciji samoga sebe i prepoznavanju sopstvenih mogućnosti. Disocijacija seksualnog identiteta od ostatka negativno utiče na samopoštovanje. Prikrivanje seksualne orijentacije praćeno je osećajima krivice i stida, depresivnom i anksioznom simptomatologijom, a negativno se odražava i na neuroimulonoške procese.
Prema svemu iznetom može se zaključiti da je prikrivanje nezreli, politički neodgovoran oblik ponašanja u kome osobe koje skrivaju seksualnu orijentaciju gube modalitete i podršku LGB zajednice i osećaju se kao manje vredni članovi te iste zajednice, a to je opet praćeno i osećajem krivice i nižeg samopouzdanja vezanog za LGB identitet.

## Spoljašnje veze
|  | Molimo Vas, obratite pažnju na važno upozorenje u vezi sa temama iz oblasti medicine (zdravlja). |